# Ozias pedestris
Ozias pedestris är en insektsart som beskrevs av Jacobi 1912. Ozias pedestris ingår i släktet Ozias och familjen dvärgstritar. Inga underarter finns listade i Catalogue of Life.